# Perizoma viridiplana
Perizoma viridiplana är en fjärilsart som beskrevs av Max Joseph Bastelberger 1911. Perizoma viridiplana ingår i släktet Perizoma och familjen mätare. Inga underarter finns listade i Catalogue of Life.